# Piper cejanum
Piper cejanum är en pepparväxtart som beskrevs av Trel. & Yunck.. Piper cejanum ingår i släktet Piper och familjen pepparväxter. Inga underarter finns listade i Catalogue of Life.